# Nordita-(Ce)
La nordita-(Ce) és un mineral de la classe dels silicats que pertany al grup de la nordita. Va ser anomenada en honor de les latituds del nord, on es van trobar els primers exemplars. El sufic -(Ce) fa referència al seu contingut en ceri.

## Característiques
La nordita-(Ce) és un inosilicat de fórmula química Na₃SrCeZnSi₆O17. La seva duresa a l'escala de Mohs és 5. És l'anàleg mineral amb zinc de la ferronordita-(Ce) i la manganonordita-(Ce); i amb ceri de la nordita-(La). També està relacionada amb la meieranita.
Segons la classificació de Nickel-Strunz, la nordita-(Ce) pertany a «09.DO - Inosilicats amb 7-, 8-, 10-, 12- and 14-cadenes periòdiques» juntament amb els següents minerals: piroxferroïta, piroxmangita, pel·lyïta, nordita-(La), ferronordita-(Ce), manganonordita-(Ce), ferronordita-(La), alamosita i liebauïta.

## Jaciments
La nordita-(Ce) va ser descoberta a la pegmatita No. 66, al Motchisuai River Valley (massís de Lovozero, Península de Kola, Rússia). També ha estat descrita a altres indrets de l'óblast de Múrmansk, a la pedrera Poudrette (Montérégie, Canadà) i la glacera Dara-i-Pioz (Regió sota subordinació republicana, Tadjikistan).